# Mega Man III
Pour les articles homonymes, voir Mega Man 3.
Mega Man III (Rockman World 3 (ロックマンワールド3, Rokkuman Wārudo Surī)au Japon), est un jeu d'action-plates-formes. Il s'agit du troisième jeu de la série Mega Man sur Game Boy,,,,. Le jeu est réédité sur la console virtuelle de la Nintendo 3DS à partir de 2013.

## Histoire
Mega Man est envoyé mettre un terme aux opérations d'extraction de pétrole du professeur Wily, dont la forteresse se révèle être une gigantesque plateforme pétrolière au beau milieu de l'océan. Mais le malfaisant professeur lui réserve une surprise de taille : un second Chasseur de Mega Man du nom de Punk.